# RESCUE~특별고도구조대
《RESCUE~특별고도구조대》(일본어: RESCUE〜特別高度救助隊 レスキュー とくべつこうどきゅうじょたい[*])는 2009년 1월 24일부터 3월 21일까지 TBS 계열에서 매주 토요일 19:56 ~ 20:54(JST)에 방송된 일본의 텔레비전 드라마이다.

## 개요
TBS 토요일 밤 8시 드라마(통칭:土8 도하치[*])의 제4탄에 해당해, 첫회는 전 프로그램 《블러디 먼데이》와 마찬가지로 19:00 ~ 20:54의 2시간 스페셜로 방송되었다. 또 주연을 맡는 KAT-TUN의 나카마루 유이치는 첫 주연인 것과 동시에, 토8 시간대에서는 처음으로 쟈니즈 사무소로부터의 출연이 된다.
캐치프레이즈는 〈PRIDE of ORANGE.〉, 〈목숨을 걸고, 생명을 구조해라〉.
이야기는 요코하마를 무대로, 요코하마 시 안전 관리국(첫회 방송 당시, 현 요코하마 시 소방국)이 배치하는 특별고도구조대(통칭 SR=수퍼 레인저)의 대원이 되기 위해서 엄격한 훈련을 받는 젊은이들의 청춘과 좌절, 그리고 대지의 사랑을 그리는 〈훈련편〉과, 실제의 현장에서의 활약과 인명 구조의 감동을 그리는 〈구조편〉의 이부 구성.
또, 원작이 있는 드라마가 계속 된 이 테두리로서는 첫 원작이 없는 오리지널 작품이기도 하다. 드라마에는, 엑스트라로서 실제 소방 직원이 출연하고 있다.
드라마에서는 특별고도구조대의 임시 채용시험이 거행되어 젊은이의 소방관이 수퍼 레인저를 목표로 하는 내용이 되어 있지만, 실제로 특별고도구조대에게 입대하는 경우, 각 소방에 배치되고 있는 특별구조대(통칭 인명구조대, 요코하마 소방에서는 레인저대)중에서, 모든 조건에 맞는 사람으로부터 편성되고 있어, 일반 소방대원으로부터 단번에 특별고도구조대가 되는 것은 없고(작중에서도 체제 강화를 위한 〈특례 조치〉라고 여겨지고 있다), 어디까지나 드라마 안 만의 설정이다.

## 스토리
다이치는 어릴 적에 인명구조대원에게 도움을 받은 계기로 소방관의 길로 나아갔지만, 과거의 트라우마로부터 동경의 인명구조대원이 되기는커녕, 하드한 소방관의 일에도 꽤 친숙해지지 못하고 표류만 한다. 그러나 SR의 대장이 그런 그가 숨긴 재능을 눈치채, 다이치는 유타카와 함께 특별고도구조대의 후보생으로 선택된다.
어려운 훈련이나 현장에의 출동을 통해, 인명 구조의 이상과 현실과의 갭, 젊음의 잘못이나 갈등과 마주보면서, 다이치는 동료들이나 교관·상관과의 관계 안에서, 인명 구조대원으로서 뿐만이 아니고, 인간으로서 남자로서 성장해 간다.

## 출연
특별고도구조대(SR=수퍼 레인저) 기동 제1구조대 1계
- 키타지마 다이치 (23) - 나카마루 유이치 (KAT-TUN)

본작의 주인공.
- 테즈카 유타카 (23) - 마스다 타카히사 (NEWS)

요코하마 시 니시 소방서로부터 SR 후보생이 된 소방대원.
- 후도 마사시 (23) - 야마모토 유스케

항상 쿨하고, SR 후보생 중에서도 톱 레벨이지만, 자부와 프라이드로부터 공사 혼동이나 다른 사람과 무리짓는 것을 싫어해 협조성이 없고 단독 행동을 한다.
- 카노 신스케 (37) - 쇼에이

SR 부대장 겸 방수장.
- 카츠라기 코스케 (28) - 카나메 준

SR 대원.
- 이가라시 하치로 (40) - 타나카 요지

SR 대원·기관원.
- 츠쿠다 요헤이 (30) - 타카하시 요

SR 대원·기관원.
- 미야자키 시로 (향년 28) - 야마모토 코지 (우정 출연)

퇴피 명령을 거역해 어릴 적의 다이치를 구하지만, 구출 후에 토사에 말려 들어가 순직했다.
- 토쿠나가 카츠키 (43) - 이시구로 켄

SR 대장.
츠즈키 소방서·구급대
- 미즈노 아스카 (27) - 후에키 유코

구급 구명사.
- 마에조노 아오이 (22) - 이치카와 유이

구급대원.
- 키지마 켄 - 에바타 히로키

구급 구명사·기관원.
요코하마 시 소방 훈련 센터
- 오오야기 세이지 (55) - 야마시타 신지

훈련 과장.
- 니시다 케이치 - 히라야마 유스케

훈련과 교관.
- 호리 료스케 - 스기사키 마사히로

훈련과 교관.
SR 후보생
이하의 전원은, 구조대원의 자격을 취득할 때까지는 훈련 과정에 남아 있었다.
- 스스키 슈 (22) - 야마다 신타로

소방서 상사에게 말을 들어 SR의 훈련을 받는다. 훈련 종료후에는 수난 구조대에 배속.
- 키시 류타로 (23) - 카지 마사키

무드 메이커적인 존재로, 닉네임은 〈드래곤 더 킷시〉를 자칭하지만, 유타카 등에 딱지를 맞는다. 훈련 종료후에는 아사마쵸 구조대에 배속.
- 이가와 쇼고 (23) - 이시구로 히데오

〈여자에게 인기있고 싶다〉라고 하는 성격으로, 훈련 기간중이라도 여자 아이를 만나 기숙사를 빠져 나가는 일이 많다. 그 한편으로 여동생을 생각하는 일면을 가진다. 훈련 종료후에는 항공대에 배속.
- 코히나타 츠요시 (23) - 다이토 슌스케

오사카 출신의 전 양키로 화를 잘 내는 성격이지만, 눈물이 많은 일면도 있어, 신체 능력은 높다. 코가나 다이치 등과 충돌하는 일이 많아, 더욱 성격이 급하고 프라이드가 높은 후도와는 나쁜 친구. 훈련 종료후에는 야마시타쵸 구조대에 배속.
- 코가 토시야 (22) - 아사리 요스케

부모님을 화재로 잃어 시마네에 사는 조모에게 길러졌다. 항상 경어로 이야기하는 마음이 약한 성격으로, 다이치 등에게 방해를 하고만 있었지만, 상경해 온 조모를 배웅하고 오는 길에 철공소에서 사람을 도운 직후, 밸런스를 무너뜨린 철골의 깔려 목숨을 잃는다.
- 후보생 - CHIKARA

주인공들의 그룹과 적대한다.
사령 센터
- 사나다 다카마사 (62) - 나츠야기 이사오 (특별 출연)

요코하마 시 안전 관리국장.
- 세리자와 시노부 (52) - 이시바시 료

요코하마 시 안전 관리국 경방과·관리관.
- 혼마 다케히코 (55) - 야지마 켄이치

요코하마 시 안전 관리국 사령 센터·사령 본부장.
- 콘노 나오 (22) - 니시하라 아키

사령 센터·사령 관제원.
- 마에다 아츠시 - 우치다 켄스케

사령 센터·사령 관제원.
차이니즈 카페 〈파이어 드래곤/화룡〉
- 친 (39) - 사토 지로

점장. 소방 매니아.
- 리 링링 (21) - 하시모토 마미

점원. 후보생들의 마돈나적 존재.
그 외의 등장 인물·소리

## 스태프
- 제작 - 드리맥스 텔레비전, TBS
- 프로듀스 - 카토 쇼이치, 사토 아츠시
- 각본 - 야마우라 마사히로, 야츠 히로유키, 와타나베 케이
- 음악 - 하네오카 케이, 와다 타카후미, 이시자카 요시히코
- 주제가 - KAT-TUN 〈RESCUE〉 (J-One Records)
- 연출 - 쿠라누키 켄지로, 마츠다 아야토, 호리 히데키
- 촬영 협력 - 요코하마 시 안전 관리국(특별고도구조부대, 항공대, 소방대, 구조대, 구급대), 요코하마 시 소방 훈련 센터(토츠카 구) 외
- 화염 효과 - 타이헤이 특수 효과
- 기술 협력 - 토츠
- 미술 협력 - 후지 아트
- VFX - 마린 포스트, 픽처 엘리먼트
- 스튜디오 - 도쿄 미디어 시티
- 타이틀 백 - 네이키드

## 방송 일자
| 방송일                                                     | 편     | Mission       | 부제 | 각본              | 연출            | 시청률 |
| ---------------------------------------------------------- | ------ | ------------- | --- | ----------------- | --------------- | ------ |
| 2009년 1월 24일                                            | 훈련편 | Mission 1     | 365만명 도시 요코하마를 덮치는 금세기 최대의 재해 목숨을 걸고 생명을 구한다… 모든 청춘과 인생을 걸었다 젊은이들의 눈물과 감동의 이야기가 지금, 시작된다 | 야마우라 마사히로 | 쿠라누키 켄지로 | 12.2%  |
| 2009년 1월 31일                                            | 훈련편 | Mission 2     | 요코하마 염상! 빌딩 붕괴 절체절명의 대패닉 구해라! 요구조 527명                                                                                         | 야츠 히로유키     | 쿠라누키 켄지로 | 12.8%  |
| 2009년 2월 7일                                             | 훈련편 | Mission 3     | 장렬한 동료의 죽음… 토사 붕락중, 심정지에 생명을 거는 의의란                                                                                            | 야마우라 마사히로 | 마츠다 아야토   | 08.9%  |
| 2009년 2월 14일                                            | 훈련편 | Mission 4     | 발화 가스 대량 발생!! 요코하마 지하거리, 전소인가!? 사상 최대의 구출극에                                                                                | 야츠 히로유키     | 마츠다 아야토   | 10.7%  |
| 2009년 2월 21일                                            | 구조편 | Mission 5     | 호화 여객선 염상! 탈출 불능 600명…사상 최악의 수난 사고 발생                                                                                            | 야마우라 마사히로 | 쿠라누키 켄지로 | 10.9%  |
| 2009년 2월 28일                                            | 구조편 | Mission 6     | 요코하마 지하철 패닉 724명 탈출 불능!! 가스 발생…절체절명                                                                                               | 와타나베 케이     | 호리 히데키     | 08.3%  |
| 2009년 3월 7일                                             | 구조편 | Mission 7     | 토사 폭락! 생매장 임산부를 덮치는 갑작스런 진통 구해라! 새로운 생명                                                                                     | 야츠 히로유키     | 마츠다 아야토   | 06.4%  |
| 2009년 3월 14일                                            | 구조편 | Mission 8     | 죽음을 각오한 남자들 요코하마를 덮치는 최대의 재해…최후의 구출로                                                                                        | 와타나베 케이     | 쿠라누키 켄지로 | 08.8%  |
| 2009년 3월 21일                                            | 구조편 | Final Mission | 드라마 사상 최악의 결말! 베이브릿지 완전 봉쇄에! 최종장                                                                                                 | 야마우라 마사히로 | 쿠라누키 켄지로 | 08.9%  |
| 평균시청률 10.0% (시청률은 칸토 지구·비디오 리서치사 조사) |        |               | |                   |                 |        |

- 첫회는 2시간 스페셜(19:00 ~ 20:54).